# Tour de Drenthe 2019
El Tour de Drenthe 2019 fou la 57a edició del Tour de Drenthe. La cursa es disputà el 17 de març de 2019 i formava part de 'UCI Europa Tour 2019 amb una categoria 1.HC.
El vencedor fou Pim Ligthart de l'equip Direct Énergie. Robbert de Greef (Alecto) i Nicola Bagioli (Nippo-Vini Fantini-Faizanè) completaren el podi.

## Equips
| WorldTeams (2)- CCC Team - Trek-Segafredo Equips continentals professionals (14)- Androni Giocattoli-Sidermec - Burgos-BH - Cofidis, Solutions Crédits - Corendon-Circus - Direct Énergie - Hagens Berman Axeon - Israel Cycling Academy - Nippo Vini Fantini Faizanè - Riwal Readynez - Roompot-Charles - Sport Vlaanderen-Baloise - Vital Concept-B&B Hotels - Wallonie Bruxelles - Wanty-Groupe Gobert Equips continentals (6)- Alecto - BEAT Cycling Club - Metec-TKH Continental Cyclingteam p/b Mantel - Monkey Town-à Bloc CT - SEG Racing Academy - Vlasman CT |
| |

## Classificació final
| \| Classificació general \| Classificació general \| Classificació general \| Classificació general \| Classificació general \| \| Corredor \| Corredor \| Equip \| Temps \| \| \| --------------------- \| --------------------- \| -------------------------- \| --------------------- \| --------------------- \| \| 1r \| Pim Ligthart \| Direct Énergie \| 5h 15' 49" \| \| \| 2n \| Robbert de Greef \| Alecto \| + 3" \| \| \| 3r \| Nicola Bagioli \| Nippo-Vini Fantini-Faizanè \| + 38" \| \| \| 4t \| Emīls Liepiņš \| Wallonie Bruxelles \| + 39" \| \| \| 5è \| Hugo Hofstetter \| Cofidis, Solutions Crédits \| + 41" \| \| \| 6è \| Aksel Nõmmela \| Wallonie Bruxelles \| + 41" \| \| \| 7è \| Edward Planckaert \| Sport Vlaanderen-Baloise \| + 41" \| \| \| 8è \| Paweł Bernas \| CCC Team \| + 41" \| \| \| 9è \| Marco Canola \| Nippo-Vini Fantini-Faizanè \| + 41" \| \| \| 10è \| Michael Gogl \| Trek-Segafredo \| + 41" \| \| |                   |                            |            |
| |                   |                            |            |
| Font: ProCyclingStats |                   |                            |            |
| Classificació general |                   |                            |            |
| Corredor | Corredor          | Equip                      | Temps      |
| 1r | Pim Ligthart      | Direct Énergie             | 5h 15' 49" |
| 2n | Robbert de Greef  | Alecto                     | + 3"       |
| 3r | Nicola Bagioli    | Nippo-Vini Fantini-Faizanè | + 38"      |
| 4t | Emīls Liepiņš     | Wallonie Bruxelles         | + 39"      |
| 5è | Hugo Hofstetter   | Cofidis, Solutions Crédits | + 41"      |
| 6è | Aksel Nõmmela     | Wallonie Bruxelles         | + 41"      |
| 7è | Edward Planckaert | Sport Vlaanderen-Baloise   | + 41"      |
| 8è | Paweł Bernas      | CCC Team                   | + 41"      |
| 9è | Marco Canola      | Nippo-Vini Fantini-Faizanè | + 41"      |
| 10è | Michael Gogl      | Trek-Segafredo             | + 41"      |